# Jugoslovanska hokejska liga 1967/68
Sezona 1967/68 jugoslovanske hokejske lige je bila petindvajseta sezona jugoslovanskega prvenstva v hokeju na ledu. Naslov jugoslovanskega prvaka so dvanajstič osvojili hokejisti slovenskega kluba HK Jesenice. 

## Končni vrstni red
1. HK Jesenice
2. KHL Medveščak
3. HK Kranjska Gora
4. HK Partizan Beograd
5. HK Olimpija Ljubljana
6. OHK Beograd
7. KHL Mladost Zagreb
8. HK Crvena Zvezda